# サンダーフォースIII
『サンダーフォースIII』（サンダーフォーススリー）は、テクノソフトが開発・発売したシューティングゲーム。サンダーフォースシリーズの第3作に当たる。1990年6月8日にメガドライブ（MD）用ゲームソフトとして発売され、アーケードゲームを含む様々なプラットフォームへ移植された。
本項ではメガドライブ版リリース以降の移植版についても解説する。
※ これ以降、本作と歴代サンダーフォースシリーズのうち本項の記述で採り上げている作品および後述するアーケード版を、下記の通り略記する場合がある。
- 本作 → 『III』
- 『サンダーフォース AC』→『AC』
- 『サンダーフォースII』→『II』
  - 『サンダーフォースII MD』独自の要素について言及する場合は『II MD』とする
- 『サンダーフォースIV』→『IV』
- 『サンダーフォースV』→『V』

## 内容

### システム
本作の操作体系は8方向移動と3ボタン（ショット、武器切り替え、移動スピード調節）であり、この操作系統は『IV』以降にも引き継がれる。
『II』における自機の移動スピードは固定だったのに対し、任意で4段階に切り替えられる様になった他、難易度NORMALの時に限り、撃墜された際に失う装備が「その時装備していた強化武器」とクローだけとなっている（難易度HARD以上では初期装備以外全て失う）。既に所持しているアイテムを取得した場合は1,000点加算される。
自機には2種類のショットが最初から装備されているほか、アイテムを獲得することでさらに3種類使うことができる。
難易度はNORMAL・HARD・MANIAの3段階。演出や敵パターンなど、全体的に後継の『IV』、『V』ほどマニアックな味付けはされていない。オールクリア時にはクリア時のスコア（残機及び残クレジットボーナス加算後）に対し難易度に応じた倍率が加えられる（NORMAL…1倍、HARD…2倍、MANIA…5倍）。一見高難易度だが、繰り返しプレイすることでパターンが覚えられるため攻略が楽になる。

### ストーリー
100年にわたるオーン帝国との戦いで衰退した銀河連邦は、状況を打破するためにオーン帝星の攻略を図る。オーン帝星は5つの惑星に点在する亜空間転移システムと無人防衛システム（ケルベロス）に守られており、連邦は総力をあげ高機動戦闘機「STYX」を開発した。

### 自機
FIRE LEO-03 "STYX"（ステュクス）
ケルベロスに反応しないほど小型で、大型戦艦に匹敵するほどの火力を備えている。パイロットであるジーン・R・ファーン大尉と、シェリー・M・ジュピター少尉は連邦のマザーコンピューターによって選ばれた。
このうち、ジーンは銀河連邦軍第110宇宙航空師団に所属しており、第一作の主人公エイドラ・ファーンの孫にあたる。また、シェリーは銀河連邦軍第119宇宙防衛大隊に所属する16歳の少女であり、『II』の主人公ライド・A・ジュピターとディアナ・リーンの長女にあたる。

#### 武装
| タイプ   | 武装名             | 説明 |
| -------- | ------------------ | --- |
| 攻撃     | TWIN SHOT ↓ SEVER  | 標準装備の前方2連ショット。 |
| 攻撃     | TWIN SHOT ↓ SEVER  | 強力な前方2連レーザー攻撃。アイテムを取得することにより、ツインショットと入れ替わる。 |
| 攻撃     | BACK FIRE ↓ LANCER | 標準装備の前後方向単発ショット。 |
| 攻撃     | BACK FIRE ↓ LANCER | 強化高速弾を前方に1発、後方に2発発射する。アイテムを取得することにより、バックファイヤーと入れ替わる。 |
| 攻撃     | WAVE               | 巨大な超音波を前方に飛ばす広範囲攻撃。地形を貫通する特性があるが、破壊可能な地形も貫通するため地形の破壊はできない。 |
| 攻撃     | FIRE               | 前方へノーマルショット、上下に地を這うミサイル攻撃を行う。 |
| 攻撃     | HUNTER             | 自動追尾攻撃。威力は他の武器に比べ低め。地形を貫通する特性があるものの、破壊可能な地形であっても貫通するため地形の破壊はできない。                                                                                           |
| 攻撃補助 | CLAW               | 自機の周りを回転するユニットであり、敵弾を打ち消すことを可能とする。外殻があり、自機の爆破時以外は破壊されない。 本作より、アイテムを取ると自動で2個装備される様になった。また、主攻撃ほどの威力はないが、攻撃の補助も行う。 |
| 防御     | SHIELD             | 敵からの攻撃を3回防御し、赤く変色した後にダメージを受けると消失するバリア。障害物に対しても効果があり、遮蔽物を通り抜けることも可能。                                                                                        |

### ステージ構成
本作は全8ステージから構成されており、概ね『II』のサイドビューステージに近いスタイルだが、ステージによっては上下や斜め、後ろ方向といった変則的なスクロールが登場する。また、SEIRENステージ（水中面）では気泡に接触すると浮力で水面に押し上げられたり、HAIDESステージ（洞窟面）では天井や地面が突然動いて進路を塞いでしまうなど、各ステージに特徴的な仕掛けが豊富に盛り込まれている。反面、かなりダイナミックな仕掛けが多く、初プレイで通り抜けるのが至難の業となっている場面も少なくない。また、ミスにより全てパワーアップを失っても、全ての場所でハマらないような配慮がなされ、Gロブスター（HAIDESボス）や最終ボスなど敵が物量作戦で攻めて来る場所でも、紙一重で突破口が開けるようなゲームバランスになっている。
MD版のみ、ステージセレクトが実装され、前半5ステージ（HYDRA、GORGON、SEIREN、HAIDES、ELLIS）に限り、開始ステージを任意に選択できるようになった。例えばHAIDESステージから開始した場合は、HAIDES→ELLIS→HYDRA→GORGON→SEIRENの順に攻略したのち、後半ステージに進むことになる。苦手なステージがあっても、そのステージを最初に選んで何度も練習することにより、攻略の糸口をつかむことが可能である。
『AC』、およびその移植版であるスーパーファミコン(SFC)版『サンダースピリッツ』のステージの一部は『II MD』のものに差し替えられている。
ステージ名の左の文字はM：MD版、A：AC版、S：SFC版にのみ存在することを示す。
| 面 | ステージ名 | ステージ名            | BGM                                    | ボス                   | ボスBGM                      |
| -- | ---------- | --------------------- | -------------------------------------- | ---------------------- | ---------------------------- |
| 1  | HYDRA      | HYDRA                 | Back to the fire                       | Gargoyle               | Gargoyle                     |
| 2  | GORGON     | GORGON                | Venus fire                             | Twin Vulcan            | Twin Vulcan                  |
| 3  | SEIREN     | SEIREN                | The grubby dark blue                   | King Fish              | King Fish                    |
| 4  | M          | HAIDES                | Truth                                  | Giant Lobster          | Giant Lobster                |
| 4  | A S        | HAIDES(ASTEROID)      | Omake-2                                | Roll Gunner            | Mobile Fort                  |
| 4  | A S        | HAIDES(ASTEROID)      | Omake-2                                | Roll Gunner            | SFCオリジナル1               |
| 5  | M          | ELLIS                 | Final take a chance                    | Mobile Fort            | Mobile Fort                  |
| 5  | A S        | ELLIS(ANCIENTMAZE)    | Dark Side Requiem -Death Face's-       | Mobile Fort            | Roll Gunner -Big na Okata 5- |
| 5  | A S        | ELLIS(ANCIENTMAZE)    | Dark Side Requiem -Death Face's-       | Mobile Fort            | SFCオリジナル2               |
| 6  | M A        | CERBERUS              | His behavior inspired us with distrust | （ステージ自体がボス） | （ステージ自体がボス）       |
| 6  | S          | (オリジナル戦艦)      | SFCオリジナル3                         | 名称不明               | SFCオリジナル4               |
| 7  | ORN BASE   | ORN BASE              | Hunger made them desperate             | Base Guarder           | Off luck                     |
| 8  | M A        | ORN CORE              | Final point                            | Cha Os                 | Be menaced by Orn            |
| 8  | S          | (オリジナル)+ORN CORE | SFCオリジナル5/SFCオリジナル6          | Cha Os                 | Be menaced by Orn            |

## サンダーフォースAC
『サンダーフォースAC』はテクノソフトが開発し、1990年12月にセガ・エンタープライゼスが発売した業務用ビデオゲーム。『サンダーフォースIII』の業務用版となっており、メガドライブ版からステージセレクトの廃止、ステージ構成の変更、ゲームバランスの調整などの変更が加えられている。
本作はメガドライブをベースとした基板「C2ボード」を使用している。

### 主な変更点
アーケード施設で稼働させるためには、家庭用ゲーム機用ソフトと全く同一の仕様には出来ないので、『AC』ではゲームスタート・コンティニューをクレジット制に変更したほか、ゲームシステムおよびゲームバランスに直結する下記要素が各所で調整されている。
- 『III』では大量に出現していた1UPアイテムが減少している。
- 1UPアイテムの減少に伴い、ALLクリア時の残機ボーナスが1機当たり10万点になった。さらに、獲得済みアイテムを取得した時のボーナス点が10,000点になっている。
- ステージセレクトが省略され、上記「ステージ構成」に記載した通り一部ステージが独自のものに差し替えられている。
- ソフト連射は非搭載となった。連射はマニュアル（人力手動）で行うか、外付けの連射装置（回路）を使用しなければならない。

このほか、『AC』ではアイテムをゲットした際、『III』のように音楽が一瞬消音しない・スコア・アイテムなどを表示するエリアが画面下に移動しているなど、細かい差異は色々ある。また、リリース初期の版（Switch版では「オールド」と呼称）と、主に海外展開用に造られた後期出荷版（Switch版では「ニュー」と呼称）では、自機の攻撃力が異なるなど、難易度が異なる（後述する3DS版『III』に実装された「日本版」と「海外版」の間柄に近い）。
また、『AC』で使用されているC2ボードは、音源構成がメガドライブと微妙に差異があるため、音楽にも調整が加えられている。

## 他機種版
機種名ヨコは正式なゲームタイトル。
スーパーファミコン版（『サンダースピリッツ』）
1991年12月31日リリース。発売元は東芝EMI。『AC』を元にし、ステージ6と最終ステージは本作独自に作られているなどアレンジが施されており、厳密な意味での移植作ではない。音源的な違いもあり、『III』や『AC』とも聴き具合的にかなり異なるVGMとなっている。
また、セガにテクノソフトの諸権利が移った際にはこの「サンダースピリッツ」は含まれていないとされる。
セガサターン版（『サンダーフォース ゴールドパック1・2』）
『II MD』から『IV』までの歴代サンダーフォースシリーズを複数収録しているオムニバスソフト。テクノソフト発売。細かい仕様については別項目を参照。
『サンダーフォース ゴールドパック1』1996年8月27日リリース。『III』と『II MD』を移植して同時収録。
『サンダーフォース ゴールドパック2』1996年12月6日リリース。『AC』と『IV』を移植して同時収録。
これより下の機種版ではゲーム本編の上位システムに「途中セーブ/ロード」機能が実装されており、ゲームクリアへ向けて「コツコツプレイ」がし易くなっている。また『AC』には復刻系ゲーム機を含めた全機種にソフト連射がデフォルトで追加されている。
ニンテンドー3DS版（『サンダーフォースIII（セガ3D復刻アーカイブス3収録バージョン）』）
2016年12月22日リリース。発売元はセガゲームス。オムニバスソフト『セガ3D復刻アーカイブス3 FINAL STAGE』の1作として収録された（『復刻アーカイブス』の詳細は項目先を参照）。本作の携帯ゲーム機への移植は初めてとなる。映像は裸眼立体視への対応がされており、3DS本体の物理スライダーで何時でも3D映像のON・OFFが可能となる。
リリースの同年、本作を含めテクノソフトのIP資産をすべてセガホールディングス（当時の社名）が「トゥエンティワン」より取得。以降の移植版はクレジット表記が「©SEGA」になっている（ゲームの本編の記述は当時のまま）。
ゲーム本編はオリジナル（MD）版の完全移植版と、MD版をもとにしたアレンジ版をプレイ前にオプションメニューで選択が出来るようになっている他にも、日本版と海外版がプレイ前に切り替え可能。海外版は元々日本版より敵の耐久性が低く設定されるなど、多少易しくなっている。
このほか難易度設定に『ゴールドパック1』で追加された「KIDSモード」が追加された。あらかじめ海外版モードを選択、さらに「KIDSモード」にすれば、難易度的には一番イージーとなる。
その他の詳細は#開発（3DS版『III』）を参照。
2022年12月21日をもって、ダウンロード版『セガ3D復刻アーカイブス3 FINAL STAGE』の配信・販売を終了した。
Nintendo Switch（『SEGA AGES サンダーフォースAC』）
2020年5月14日リリース。発売元はセガ。
裸眼立体視がオミットされた以外は3DS版『III』に準じた移植となっているが、Switch版の独自要素として、『IV』の前半自機「ライネックス」、後半自機「ライネックス」（サンダーソード装備可能型）、『III』にNPCとして登場した「量産型ステュクス」がプレイ実績を積み重ねる事で（プレイ前に）選択・使用できる。これは前年にリリースされたSwitch版『サンダーフォースIV』において付加された『III』の自機（ステュクス）プレイモードが好評だったため、『AC』のSwitch移植においても踏襲されたもの。
その他の詳細は#開発（Switch版『AC』）も参照。
この他、レトロゲーム機の外観をミニチュアサイズで再現し、レトロゲームを多数収録した「復刻系ゲーム機」にも、下記の通り収録されている（より細かい仕様については項目先を参照）。
メガドライブ ミニ
2019年9月19日にセガゲームスから発売。MD版『III』が収録されている。
アストロシティミニ
2020年12月17日にセガトイズから発売。セガは販売を担当。『AC』が収録されている。

## 開発
雑誌での評価やアンケートはがきを通じて『サンダーフォースII MD』の好評ぶりが証明された一方、テクノソフトのスタッフたちはメガドライブの性能を十分に引き出せなかったという思いがあり、この反省を生かすために、本作の開発を決定した。
『II』のアンケート結果より、横スクロールステージに支持が集まったことから、本作は横スクロール専用ゲームとして開発された。本作には専任の企画者はおらず、プログラマーやデザイナーが話し合いながら開発が進められていった。
山西利治と大谷智巳が作を手掛け、一部BGMの編曲は新井直介が担当した。

### 開発（3DS版『III』）
※ テクノソフトのブランド(IP)がセガに譲渡された経緯については、この出典→及び「テクノソフト」の項目に詳しく記載されているので、そちらを参照。
3DSへの移植を担当することとなった有限会社エムツーの堀井直樹代表（以下「堀井」）は、最初、セガからみれば（かつての）サードパーティー製品である本作を『セガ3D復刻アーカイブス3』の一環として発売することに驚いたものの、経緯を知って納得した。裸眼立体視による3D映像化の作業は3DS版『ガンスターヒーローズ』（『GH』）の時と同じスタッフが担当した。
オリジナルにあたるMD版『III』では、4メガビットという容量の中で多彩なステージを表現するために様々な技法が使われており、立体的な形状であっても見え方に破綻がなければ(2D)ゲームの中に取り入れられていたことから、堀井は「3D立体視化する際に画面の情報だけでは形状の判断が難しく、自分の頭の中で想像する必要があった」とインタビューで述べている。堀井はまた「ステージごとに一つ一つ違いがあるという点においては『GH』と同様に苦労し、同作のノウハウがあってこそ『III』復刻版の開発を頑張ることができた」とも振り返っている。

### 開発（Switch版『AC』）
『SEGA AGES』の立ち上げ当初にリリースするソフトを選出する際、3DS版（『アーカイブス3』）時に取得したテクノソフトのIPを活用するため同社ソフト群もリストアップ。さらにそこから『IV』と『ヘルツォーク・ツヴァイ』が選ばれ、更にもう一本出そうという話になった。『III』については3DS版が既に移植済みであったことやメガドライブと互換性を持つ基板が用いられていたことなどが決め手となり『AC』に決定、開発がスタートした。ソースコードが無い状態だったため、ROMを逆アセンブルして解析、『ゴールドパック2』を参考にしながら調整した。
追加要素の自機追加については、当初は『IV』自機「ライネックス」か世界観・時系列的に『AC』と調和の高い『II』自機「エクセリーザ」を検討。しかし「エクセリーザ」にはシールド（自機バリア）装備が『II』に存在しない（無理矢理プログラムを改造して装備させるとバグの温床になり開発終了時期が読めなくなる）・装備武器が多すぎる等の諸問題から『AC』へ実装する事が難しいため、作りやすい「ライネックス」を選んだ。なお、追加自機を実装するプログラミング方法が分からず解析を続けた結果どうにか実現したが、結局開発期間は当初の予定よりも長引き、最終リリース作『ヘルツォーク』の一つ前にリリースとなった。

## 反響
本作の紹介記事などでステージ1のボスであるガーゴイルが炎を吹く場面の写真が使われたことなどもあり、発売前からメガドライブのユーザーの間で本作の美麗なグラフィックに注目が集まっていた。
週刊ファミ通での点数は40点満点中31点だった。
MegaTechはサウンドやシステムに加え、視差を利用した点を評価した。
本作は、イギリスのメガドライブ専門誌メガのメガドライブ名作ランキングの17位にランクインした。
イギリスのゲーム雑誌ミーン・マシーンズでのスコアは86%だった。
ライターの稲元徹也はGame Watchに寄せた記事の中で、当時の同作が初見殺しとして知られていたことについて触れつつも、当時のメガドライブ用ソフトを遊んでいたユーザーならクリア可能な程度の難易度だったと述べており、「その頃の“メガドライブオリジナルの横スクロールシューティングはイマイチ”という悪評を払拭したのも痛快だった。 」と振り返っている。また、稲元はゲーム開始時に前半の5つのステージを任意選択制にしたことにより、ステージの概要を把握しやすくなったと評価している。

### 移植版に対する反響
週刊ファミ通における、本作のスーパーファミコンへの移植版である『サンダースピリッツ』の点数は40点満点中23点と、オリジナルであるMD版よりも低い点数がつけられた。
『AC』の移植にかかわったセガの奥成洋輔は、2020年のGame Watchとのインタビューの中で、『サンダースピリッツ』が名声を得られなかった理由について、ハードの性能の違いなどを挙げている。
ライターの団長は電撃オンラインに寄せた記事の中で、メガドラミニ収録版のゲームバランス、グラフィック、そしてBGMを肯定的に評価している。

## 関連商品
- TECHNO SOFT GAME MUSIC COLLECTION VOL.3 「Thunderforce III」（TCS-0003）

『サンダーフォースIII』のBGMと、アレンジBGMを収録。
オリジナルのBGMトラックはゲームのROMでは容量が足りずカットされたパートを本来の形で収録している。
- Technosoft Music Collection -THUNDER FORCE III & AC-（WM-0793～4）

2020年７月23日にウェーブマスターから発売されたアルバム。同作は『サンダーフォースIII』及び『AC』のBGMを実機から新規録音しており『AC』は一部ステレオ音源で収録された。また、ラスト2曲は『III』と『AC』をそれぞれメドレー形式のアレンジした曲が収録されており、いずれも高西圭がアレンジした。